# Зяк-Ишметово
Зяк-Ишме́тово (баш. Зәк-Ишмәт) — село в Куюргазинском районе Башкортостана, административный центр Зяк-Ишметовского сельсовета.

## Население
| 2002 | 2009 | 2010 |
| ---- | ---- | ---- |
| 790  | ↘748 | ↘682 |

Национальный состав
Согласно переписи 2002 года, преобладающая национальность — татары (80 %).

## Географическое положение
Расстояние до:
- районного центра (Ермолаево): 50 км,
- ближайшей ж/д станции (Кумертау): 41 км.

## Религия
В селе есть мечеть.

## Известные уроженцы
- Заки, Шамсетдин Ярмухаметович (1822 — октябрь 1865) — татарский и башкирский поэт, последователь суфизма. Писал на татарском, турецком (староосманском), арабском и персидском языках[5][6].